# حسناء وفائي
حسناء وفائي هي ملكةُ جمالٍ سورية، كانت قد حصلت على لقب «ملكة جمال حلب» لعام 1958 ميلاديًا. تُوفيت حسناء بشكلٍ غامضٍ في السعودية، حيث تُشير المصادر بأنها «قُتلت على يد أحد الأمراء الذين أحبوها فصدتهم، وقرر الانتقام منها وقام بخطفها من منزل زوجها في مدينة الرياض (وهو مهندس سوري)».

## حياتها
لم تُشر المصادر إلى تاريخ ميلاد حسناء وفائي، ولكنَّ المصادر تُوضح بأنَّ حسناء كان عمرها 17 عامًا في الفترة ما بين 1955 حتى 1958 ميلاديًا، وأنها «قد تركت التعليم لتتفرغ لتعلم العزف على آلة البيانو». حصلت حسناء على لقب «ملكة جمال الأناقة» عام 1956 م، و«ملكة جمال القطن» عام 1957 م، إضافةً إلى «ملكة جمال الربيع»، نهايةً بتتويجها «ملكة جمال حلب» لعام 1958 م.
كما ذكرت المصادر بأنَّ حسناء قد أجرت مقابلةً مع مجلة آخر ساعة في عددها الصادر بتاريخ 14 مايو/أيار 1958 م تحت عنوان «منافسة حامية بين ملكات جمال سورية»، حيث تذكر «عمري 17 سنة، ومع ذلك جلست على ثلاثة عروش ملكات جمال، ملكة الأناقة في سنة 1956 وملكة الربيع في سنة 1957 وملكة القطن في سنة 1957 أيضاً. أساعد ماما في ترتيب البيت، وأموت في اللون الأخضر، كنت في المدرسة لكنني انقطعت عنها وبدأت أتعلم البيانو، لا أحب عبد الحليم حافظ وأحب محمد عبد الوهاب. أسرح مع أم كلثوم لما تغني "ذكريات". أحب اللون الأخضر وموضة الشروال. أعتقد أن ملكة الأناقة في العالم هي بريجيت باردو. ليس علاقة بين هذا الشيء والشبه الكبير بيني وبينها. لوتقدم للزواج مني دكتور وضابط ومهندس وصحفي، أختار المهندس وأنا مغمضة!»

## وفاتها
لم يُعرف تاريخ وفاة حسناء وفائي، إلا أنَّ المصادر تُوضح بأنها قد قُتلت بعد سنواتٍ قليلةٍ من حصولها على لقب «ملكة جمال حلب» عام 1958 ميلاديًا، وأنَّ وفاتها كانت في مدينة الرياض بالمملكة العربية السعودية.
يذكرُ كتاب «آل سعود: من أين؟ إلى أين؟» الصادر عن دار القصيم عام 1981 م لمؤلفه صخر محمد، بأنَّ فهد بن عبد العزيز آل سعود كان قد «أعجبه رنين اسم "ملكة جمال القطن" في حلب لعام 1958 حسناء وفائي، فحمل صورتها وتقدم لخطبتها، لكنها رفضته وملايينه قائلةً أنها مخطوبةٌ لمهندس من عائلة البرازي. ولم يهن عليه رفضها. وبعد زواجها بالمهندس المذكور دفع بسماسرته لإغراء زوجها بتشغيله كمهندس في معمل المياه الغازية في الرياض بمبلغ كبير. فوافق الزوج، وانتقل ونقل معه بالطبع (بيت القصيد) زوجته الحسناء حسناء وفائي، واستلم عمله ومسكنه وسيارته في الرياض، وفي اليوم الثالث، وبينما كان الزوج في عمله هجم سماسرة "الفهد" على "الملكة" فاختطفوها وصانعتها السورية معها. وعاد الزوج المفجوع إلى بيته فلم يجد زوجته ولا صانعتها بل وجد آثار الدماء، ولما ذهب يسأل الشرطة قيل له: إن زوجتك أصيبت بنزيف دموي ونقلناها إلى المستشفى لإسعافها وفي المستشفى ماتت!»، ثم يُكمل بأنَّ زوجها «قال: كيف ماتت؟. قالوا له: ماتت!. "الله موتها"! قال لهم: والخادمة؟. قيل له: لم نعرف. قال لهم: أين جثة زوجتي؟ قالوا له: دفناها؟. قال لهم: أريد أن أستلم جثة زوجتي لأدفنها في حلب. قيل له: إن الدفن في ديرة المسلمين الرياض أقرب إلى الجنة من ديرة الكفار إضافةً إلى أنها قد حرمت عليك زوجتك بعد أن ماتت ولم تعد زوجها والدين لا يبيح لك الاطلاع على عورات النساء!! قال لهم: كيف يبيح لكم دينكم الاطلاع على جسم زوجتي ولا يبيح لي ذلك؟ قالوا له: اقطع واخس "اخرس" قال لهم: أرجوكم أن تروني قبرها لأزورها. قالوا: تفضّل، فأخذوه إلى قبرٍ جديدٍ، دفنت فيه جثة لتوها ثم أعادوه إلى بيته. وما أن غادروه حتّى عاد إلى القبر ونبشه. وإذا به أمام جثة الخادمة المسكينة التي قتلوها! فحملها بين يديه وهو يصرخ كالمجنون: (يا طواغيت.. يا أولاد الزنوة، قتلتم خادمتي وسرقتم زوجتي). ثم وصل بها إلى قصر أمير الرياض وهو شقيق فهد واسمه سلمان. فاعتقلوه وأوثقوا يديه ورجليه وأفتوا بكفره لأنه أخرج جثة من قبرها واعتدى على حرمة الأموات والعياذ بالله! وقرروا بقطع يده. لكنهم "غفروا له!" فأبعدوه إلى دمشق. وما تزال زوجته في قصور آل فهد، وأقام الدعوى ولكن بلا فائدة».
كما وردت القصة أعلاه في عددٍ من المؤلفات، منها:
- «مملكة الفضائح: أسرار القصور الملكية السعودية»، الصادر عن دار الإنسان عام 1988 م لمؤلفه عبد الرحمن ناصر الشمراني.[8]
- «صفحات من تاريخ الجزيرة العربية الحديث»، الصادر عن دار المعراج عام 1995 م لمؤلفه محمد عوض الخطيب.[9]
- «الوهابية: فكرًا وممارسة»، الصادر عن دار المعراج عام 2000 م لمؤلفه محمد عوض الخطيب.[10]
- «الوهابية مملكة الفضائح»، الصادر ضمن سلسلة الفتوحات العزمية عن لجنة البحوث والدراسات بالطريقة العزمية، عام 2005 م.[11]